# LechErlebnisWeg
Der LechErlebnisWeg (bis 2016 Lech-Höhenweg) ist ein 1979 eröffneter Weitwanderweg in Bayern, der von Landsberg am Lech  etwa in Nord-Süd-Richtung nach Füssen führt. Die Route folgt konsequent dem Flussverlauf des Lechs. Markiert ist der etwa 84 km lange Weg mit einem blauen L auf einer blauen Wellenlinie. Die Abwechslung zwischen idyllischen Flusslandschaften und Ausblicken auf die Berge der Alpen machen den besonderen Reiz des Weges aus.
Vom Startpunkt Landsberg erreicht man auf der rechten Seite des Lechs über Pitzling und Mundraching die ehemalige Römersiedlung Epfach. Hier wechselt man auf die linke Seite und gelangt über Kinsau und Hohenfurch nach Schongau. Später wird die Litzauer Schleife passiert, wo die ursprüngliche Flusslandschaft noch erhalten ist. Kurz nach dem Gut Dessau wird bei der Staustufe 4 erneut der Lech überquert. Auf der rechten Seite wandert man, zuletzt am Ufer des Lechstausees Urspring (Staustufe 3) entlang, weiter nach Lechbruck. Die Schlussetappe führt zunächst am Premer Lechsee (Staustufe 2) entlang und später zwischen Forggensee und Bannwaldsee über Waltenhofen (Ortsteil von Schwangau) nach Füssen.
Von Augsburg bis Landsberg existiert ein Anschlussweg  über das Zollhaus Lech bei Klosterlechfeld und Kaufering.
Der Lech-Höhenweg wurde 2016 in den LechErlebnisWeg umbenannt und die Beschilderung angepasst. Zusätzlich wurden zum Thema Artenvielfalt Erlebnis-Stationen eingerichtet.